# Râul Valea Mare, Crasna
Râul Valea Mare este un curs de apă, afluent al râului Crasna. 